# 崔执凤
崔执凤（1962年6月—2023年6月18日），安徽桐城人，中国致公党党员，安徽师范大学教授。

## 生平
1984年毕业于安徽师范大学物理系，1988年获中国科学院大学硕士学位。2001年任安徽省原子与分子物理重点学科带头人，2003年入选“安徽省高校学科拔尖人才”，2005年获中国科学院安徽光学精密机械研究所光学专业博士学位。曾任安徽师范大学教授，物理与电子信息学院院长。2023年6月18日因病在芜湖逝世，享年62岁。

## 学术贡献
主要从事分子和自由基光谱、激光等离子体及其应用等研究工作。主持国家自然科学基金项目、教育部科学技术研究重点项目等课题多项，在J. Chem. Phys.等期刊发表论文150余篇。荣获安徽省高等学校科技进步二等奖、安徽省自然科学三等奖、安徽省优秀教师、安徽省教学成果奖二等奖等。

## 社会兼职
中国光学学会理事，安徽省光学学会副理事长，中国光学工程学会激光诱导击穿光谱（LIBS）专业委员会副主任委员，中国物理学会原子与分子物理专业委员会委员，国际激光诱导击穿光谱会议学术委员会委员；安徽省政协委员，中国致公党第十六届中央委员会生态环境与可持续发展委员会委员，致公党芜湖市委主委，芜湖市政协副主席。